# Time After Time (canção)
"Time After Time" é um single da cantora Cyndi Lauper, o segundo de seu álbum de estreia, She's So Unusual. Chegou ao primeiro lugar na parada Billboard Hot 100 em 9 de junho de 1984, e lá permaneceu por duas semanas. Mundialmente, a música é a sua mais bem sucedida comercialmente depois de "Girls Just Wanna Have Fun", e chegou a posição 3 nas paradas do Reino Unido e número 6 no ARIA Singles Chart.
"Time After Time" foi indicada ao Grammy Award para canção do ano em 1985. A inspiração surgiu após Lauper ler um artigo na revista TV Guide, que se referia ao filme de ficção científica Time After Time, de 1979.
A canção fez muito sucesso nas rádios do Brasil, principalmente por ser incluída na trilha sonora internacional da novela "Amor Com Amor Se Paga", exibida em 1984 pela TV Globo, e, reprisada entre 2021 e 2022 pelo canal Viva. Na trama de Ivani Ribeiro a canção foi tema dos personagens "Rosemary" e João Paulo, interpretados por Mayara Magri e Mateus Carrieri.